# Willem Remi Ceulen
Wilhelm Remigius (Willem Remi) Ceulen (Amsterdam, 11 mei 1806 – Middelburg, 11 maart 1868) was een Nederlands violist.

## Achtergrond
Hij was zoon van violist/dirigent Willem Ceulen en danseres Maria Felicité Mignot. Zijn broer Jean Baptist Abraham was een cellist, die aan lager wal raakte. Hij liet een persoonlijk archief na middels de zangvereniging. In 1830 huwde hij met Magtilda Louisa Hermans. Hij was een religieus man, die jarenlang in het bestuur van de godshuizen zat. 

## Muziek
Hij kreeg zijn muziekopleiding van zijn vader die werkzaam was bij diverse operagezelschappen in Amsterdam. Daarbij was het de bedoeling dat jij net als zijn broer cello zou gaan spelen. Later volgden lessen bij Löffler. Hij trad in circa 1820 toe tot het orkest van de Fransche Opera in de hoofdstad. Hij begon toen ook al met lesgeven, waarbij zijn voorkeur steeds verder richting de viool opschoof. In 1829 werd hij naar Middelburg geroepen om er leider te worden van de plaatselijke muziekvereniging en het koor Tot Oefening en Uitspanning. In genoemd jaar begon hij ook met het geven van muziekles aldaar op uiteenlopende muziekinstrumenten, viool, contrabas, piano en gitaar. In 1831 richtte hij een zangschool in Middelburg op. Ondertussen speelde hij ook in het orkest Muzijk-Collegie uit Kunstliefde van muziekmeester Abraham Izaak van Emden. Met die laatste organiseerde hij ook concerten (Soirees). In 1854 gaf hij een jubileumconcert ter gelegenheid van zijn 25-jaar vertoeven in Middelburg, de opbrengst ging naar de armen. Hij voerde Die Schöpfung van Joseph Haydn zelf uit of liet die uitvoeren. In 1857 nam hij de functie als dirigent van Uit Kunstliefde van Van Emden over. Na Ceulens dood, ging ook het orkest ten onder. Hij was tevens betrokken bij de organisatie van de Zeeuwse Muziekfeesten, die van februari 1868 werden in verband met zijn ziekte al uitgesteld. 
Van hem is een beperkt aantal composities bekend, een O salutaris hostin voor solisten en koor (voor de opening van de nieuwe kerk in Middelburg), een strijktrio uit 1831 en een orkestouverture in F. Die ouverture was geschreven voor de inwijding van de concertzaal van de Abdij en werd opgedragen aan de Maatschappij tot Bevordering der Toonkunst, die het werk ook beloonde met een compositieprijs. Bij muziekuitgeverij L.W.Rouman te Amsterdam verscheen zijn Air favorite de l’opra Preciosa van Carl Maria von Weber pour la clarinette ou violon avec accompagnement de piano.
- Nederlandse Thesaurus van Auteursnamen: 170662373
- Virtual International Authority File: 287587110
- WorldCat: E39PBJr3mP4jpBcFDmhqBQ3bBP